# Armorial
Un armorial (anglès: roll of arms, armorial; castellà: armorial, libros de armería; francès: armorial; italià: stemmario) és un recull d'escuts d'armes. Molts heraldistes utilitzen aquest terme per indicar qualsevol col·lecció d'escuts, tant si es compon d'imatges soles com de blasons sols o d'ambdós elements. Tanmateix, més correctament, només la col·lecció completa d'escut i blasó es pot definir com a armorial, mentre que les col·leccions d'imatges s'haurien de descriure com a col·leccions d'escuts i les col·leccions de blasons com a blasonaris.

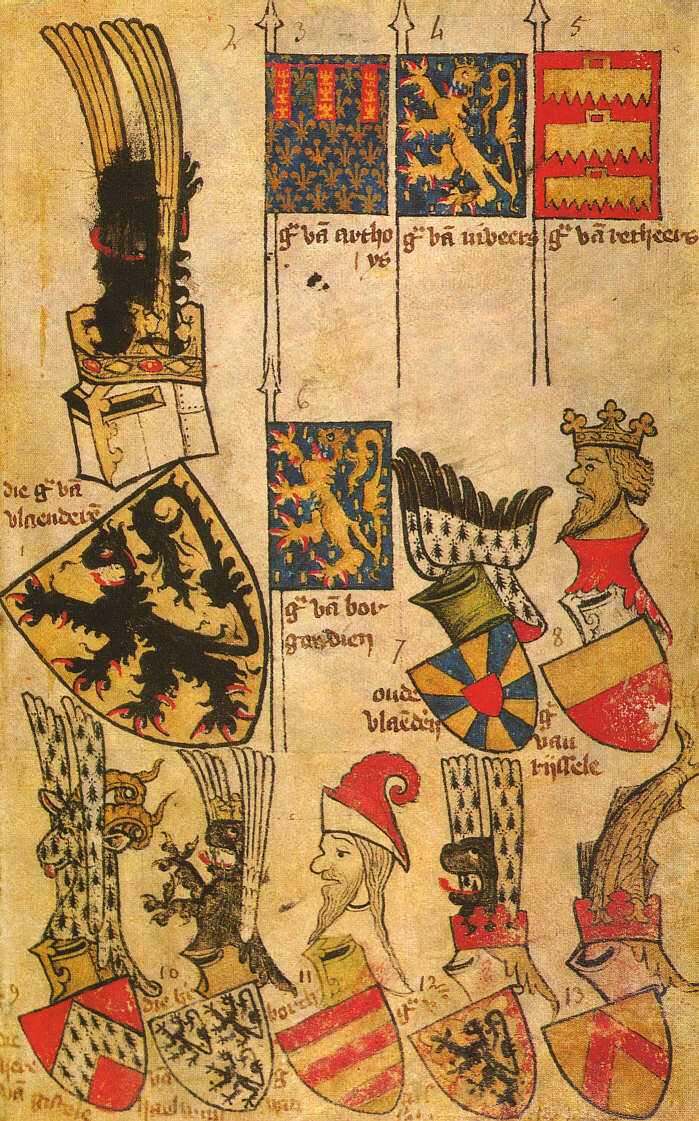
Armorial de Gelre

En heràldica, apareix com un registre, taula o diccionari (per ordre alfabètic), que estableix una correspondència entre una llista de cognoms o comunitats senceres, històricament existides (actuals, o desaparegudes), i els armorials, és a dir, les imatges figuratives que els simbolitzen. Alguns armorials antics estan il·lustrats, mentre que d'altres es limiten a una descripció en paraules, no il·lustrada, que s'anomena blasonament.
Els escuts medievals, elaborats fins al segle xvi, han estat considerats universalment des de fa temps pels especialistes del sector com la principal font primària a la qual es refereixen per a l'estudi historiogràfic de l'heràldica.
L'escut, a més de la descripció il·lustrada i textual de l'emblema (o escut), pot aportar una possible explicació de la seva elecció, els llocs geogràfics on consta un cognom. Els cognoms presents a l'armorial es relacionen amb famílies d'origen antic i nobiliari, a les quals, com a confirmació independent de l'armorial, també és possible trobar topònims com palaus, galeries, capelles i esglésies cristianes. Per exemple, hi ha armorials de famílies nobles, del patriciat, dels exèrcits, i de les genealogies episcopals del clergat catòlic i protestant.
Els armorials catalans més antics ja són del segle xvi (cal destacar especialment el conservat a Salamanca o el Tamborino, guardat a Tolosa de Llenguadoc), bé que són fonamentals de cara a l'estudi de l'heràldica medieval.

## Introducció
Hi ha catalogats de manera única als arxius i museus estatals de diversos països uns 350 armorials, dels quals uns 130 són anglesos, 80 francesos, 40 espanyols i 20 italians o alemanys.

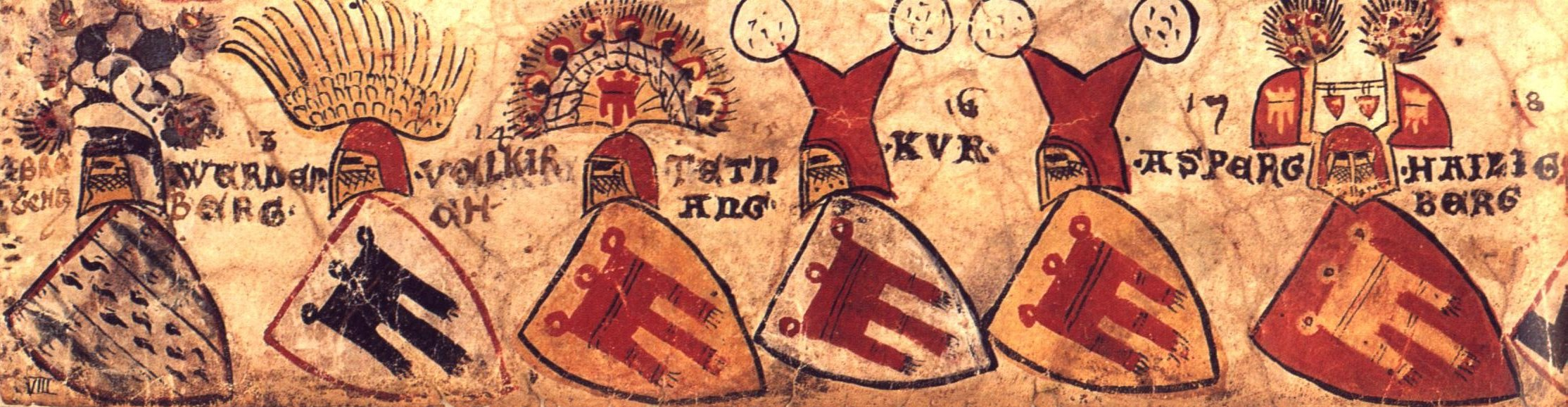
Rotlle dels escuts de Zuric: Línies dels comtes palatins de Tübingen

Especialistes com Jean-Bernard de Vaivre o Ottfried Neubecker diferencien les col·leccions d'escuts o armorials, segons el seu suport:
- Armorials en rotllos: es tracta de col·leccions d'escuts reduïts a la forma d'un escut, en pergamins enrotllats, que generalment es caracteritzen pel rigor descriptiu. A més, com a mínim inclouen un registre d'esdeveniments contemporanis i permeten la identificació de personalitats històriques individuals i els seus escuts heràldics.
- Codis: llibres manuscrits que inclouen diferents tipus de continguts d'informació, estructurats per parts (equivalents a seccions o grans capítols). Aquest segon tipus de format és el més freqüent entre els armorials ibèrics que ens han arribat, en el qual trobem la part dedicada a l'heràldica amb les descripcions que constitueixen el propi armorial, enriquida per una breu descripció heràldica textual.

En canvi, altres especialistes, com Martí de Riquer, distingeixen els armorials segons les característiques del contingut que s'hi representa:
- Armorials amb escuts il·lustrats: mostren el dibuix o la representació gràfica de l'escut, quasi sempre en color o proveïts d'una codificació interna suficient per determinar i reconstruir la imatge original.
- Armorials amb escuts amb blasons: presenten la descripció heràldica en forma textual, generalment amb un llenguatge i una terminologia tan estrictament tècnics com intraduïbles a la llengua actual.
- Armorials amb escuts mixts: combinació dels dos tipus anteriors.

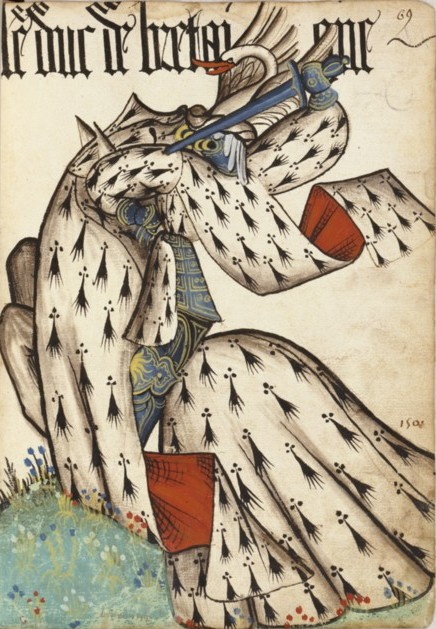
El duc de Bretanya al Gran armorial eqüestre del Toisó d'or

Finalment, altres autors classifiquen els armorials en funció del seu contingut:
- Armorials amb escuts d'ocasió: armorials redactats a causa d'una efemèride, per exemple, el Rôle d'armes du traité de Guérande, elaborat per a 250 cavallers el 1381, amb motiu de la signatura d'aquest tractat. A Castella es pot trobar el Protocolo del Torneo de Valladolid, de 1527, obra de García Alonso de Torres.
- Armorials d'escuts institucionals: armorials relatius a ordes eqüestres, a confraries o a corporacions; exemples d'aquest tipus són el Gran armorial eqüestre del Toisó d'Or, que es conserva a París, i, a Castella, el Libro de la Cofradía de Santiago.
- Armorials d'escuts generals: armorials que registren tots els ordes eqüestres o llinatges d'un territori, com ara l'Armorial de Gelre, escrit entre 1370 i 1414, que recull 1.700 escuts cavallerescos relatius a tot Europa. També es pot esmentar el Tractat d'Armoria, dels segles xvi i xvii, referit a Catalunya.
- Armorials d'escuts aixecats: armorials principalment d'origen anglosaxó que recullen escuts a partir d'alguna característica de la il·lustració, com envans, parts i figures.
- Armorials d'escuts residuals: obres literàries dins de les quals es descriuen textualment conjunts d'escuts heràldics.

## Història
El primer armorial conegut és de l'any 1130, tot i que caldran cinquanta anys més fins que apareguin les primeres col·leccions oficials. Així, les primeres col·leccions daten de mitjans del segle XIII, como el Glover's Roll (c. 1245), el Liber Additamentorum de Mateu de París (c. 1250) o el Rôle d'armes Bigot (c. 1254).
Quan, a partir de finals del segle xii, els escuts adquireixin un caràcter regular i hereditari, els heraldistes prendran el costum a elaborar fitxes i repertoris sistemàtics, en els quals es representaven les armories de les famílies. D'aquesta manera, s'han pogut documentar més d'un milió d'escuts i armories medievals, anteriors al segle xvi. Aquests armorials medievals apareixen en tot tipus de suports: volutes, quaderns o registres, però també decoracions murals, escultures, pintures o vitralls, etc.
Tanmateix, és important assenyalar que històricament hi ha múltiples fonaments per plantejar la hipòtesi que el manteniment dels arbres genealògics i els vincles de consanguinitat i parentiu entre les famílies aristocràtiques i les principals famílies de la burgesia mitjana mercantil i militar, no només als nivells més alts dels hereus al tron, havien estat creats segles abans, encara que no se n'hagi conservat el rastre en documents escrits públics. Només cal pensar en les rígides regles sobre la primogenitura, sobre la no dispersió de l'herència i sobre la propietat de la terra de l'aristocràcia, dels matrimonis concertats per raons d'estat o per la realpolitik, per deduir que aquestes idees s'havien de plasmar en l'heràldica.
Cap armorial ha aconseguit descriure la totalitat d'escuts del país del qual és originari. A França, per encàrrec de Lluís XIV, es va intentar crear un armorial complet, l'Armorial Général de France, amb l'objectiu fiscal de la proporcionalitat dels impostos vers el rang social. Tot i no completar-se, es reuniren més de 120.000 escuts, dels que només 20.000 d'ells eren de famílies nobles.

## Armorials conservats

### Època medieval

#### Gran Bretanya

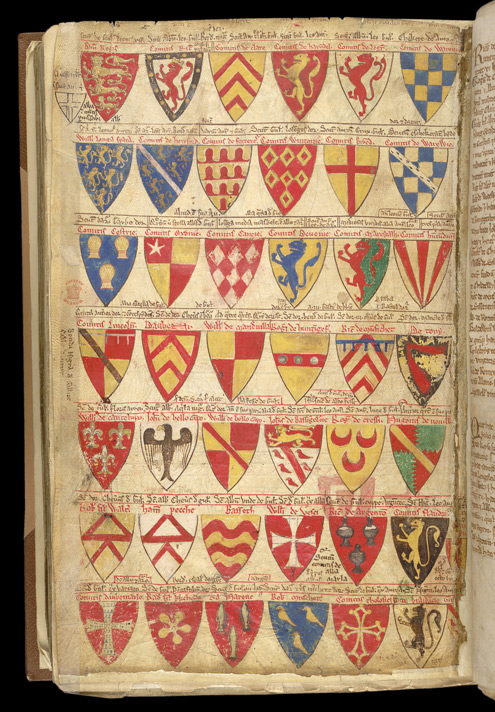
Pàgina del Liber additamentorum de Mateu de París

- Glover's Roll (Londres, British Library, Add MS 29796), rotllo d'armes anglès dels anys 1240 o 1250, conté cinquanta-cinc escuts d'armes.[10]
- Liber additamentorum de Mateu de París, conjunt d'il·lustracions marginals que acompanyen els manuscrits il·luminats d'aquest cronista: Chronica maiora i Historia Anglorum (no es tracta pròpiament d'un rotllo); els manuscrits daten d'entre 1244 i 1259, de l'època del regnat d'Enric III, i contenen dibuixos d'escuts amb anotacions llatines.[11]
- Walford's Roll (Londres, British Library, Harley MS 6589, f. 12,12b), rotllo anglès de c. 1275, conté 185 escuts amb blasons.
- Camden Roll (Londres, British Library, Cotton Roll, 8), rotllo anglès de c. 1280, conté 270 escuts pintats, 185 dels quals amb blasons.
- Dering Roll (Londres, British Library), rotllo de finals del segle xiii, conté 324 escuts pintats sobre pergamí (210 mm d'ample × 2640 mm de llarg).[12]
- Heralds' Roll (Cambridge, FitzWilliam Museum, MS. 297, còpia del segle xv), rotllo de c. 1280, conté 697 escuts pintats.[13]
- St George's Roll (Londres, College of Arms, MS Vincent 164, f. 1–21b), rotllo anglès de c. 1285, conté 677 escuts pintats.
- Charles' Roll (Londres, Society of Antiquaries, MS517, còpia del segle xv), rotllo anglès de c. 1285, conté 486 escuts pintats. J.R. Planché dona el nom de Charles' Roll a una còpia del Walford's Roll amb 700 escuts dibuixats a ploma i tinta feta per Nicholas Charles (m. 1613) el 1607; segons Nicholas Charles l'original li hauria estat cedit pel rei d'armes de Norroy.[10]
- Lord Marshal's Roll (Londres, Society of Antiquaries, MS 664, vol.1, f. 19–25), rotllo anglès de 1295, conté 565 escuts pintats.
- Collins' Roll (Oxford, Queen's College, MS 158, p. 366–402, còpia de c. 1640, actualment a Londres, College of Arms), rotllo de 1296, conté 598 escuts pintats.
- Falkirk Roll, rotllo ocasional anglès de c. 1298, conté 115 escuts amb blasons; enumera els cavallers que van participar amb el rei Eduard I a la batalla de Falkirk el 1298; n'existeixen diverses còpies; la còpia de la British Library (Harley MS 6589, f.9–9b) es trobava antigament a la Cambra del Tresor de París el 1576.[10]
- Galloway Roll (Londres, College of Arms, MS M.14, f. 168–75, còpia de Sir Thomas Wriothesley, Garter King of Arms, m. 1534), rotllo anglès de 1300, conté 259 escuts amb blasons.
- Rotllo de Caerlaverock o Poema de Caerlaverock (Londres, British Library, Cotton MS Caligula A XVIII, f. 23b–30b, còpia gairebé coetània en vitel·la), rotllo de 1300, conté 110 blasons poètics sense imatges. N'existeixen dues còpies més, fetes per Glover a partir d'una font original diferent ara perduda, una al College of Arms de Londres, l'altra a l'Oficina del Rei d'Armes de l'Ulster, a Dublín. L'original va ser fet l'any 1300 per heralds anglesos durant el setge d'Eduard I al castell de Caerlaverock, a Escòcia.[14]
- Stirling Roll (Londres, College of Arms, MS M.14, f. 269–272, còpia de Sir Thomas Wriothesley, Rei d'Armes de la Lligacama, m. 1534), rotllo anglès de 1304, conté 102 escuts.
- Stepney Roll, rotllo ocasional anglès que enumera els cavallers presents al Torneig de Stepney l'any 1308.[15]
- Great Roll, Parliamentary Roll o Banneret's Roll (Londres, British Library, Cotton MS Caligula A, XVIII), rotllo anglès de c. 1312, 19 folis de vitel·la (de 6" × 8,25"), amb noms i blasons de 1.110 nobles, bisbes, cavallers i senyors.[16]
- Dunstable Roll, armorial ocasional anglès que enumera els cavallers presents al Torneig de Dunstable l'any 1334.[17]
- Calais Roll, rotllo anglès de 1346 o 1347, conté 116 escuts amb tinta marró, amb indicació de les tintures. El rotllo probablement es va fer a finals del segle xvi a partir de les transcripcions dels comptes conservats per Walter Wetewang, tresorer reial entre 1346 i 1347, on es recollien els salaris pagats als participants al setge de Calais. Tot i existir-ne uns vint manuscrits del segle xvi, el rotllo va ser classificat com a espuri per Wagner,[16] però com «un dels pilars documentals dels estudis militars del segle XIV» per Ayton.[18][19]
- Powell's Roll (Oxford, Bodleian Library, MS. Ashmole 804), rotllo anglès d'entre 1345 i 1351.[20]
- Salisbury Roll, rotllo anglès conservat en dues versions similars, el rotllo original, de c. 1463,[21] conservat a la col·lecció del duc de Buccleuch, descendent de la família Montagu, i la «còpia A», feta cap al 1483–1485,[22] conservat a la col·lecció de la British Library (Add MS 45133); conté escuts de la família Montagu, comtes de Salisbury. La «còpia A» era antigament a la col·lecció de Sir Thomas Wriothesley, Reis d'Armes de la Lligacama de 1505 a 1534 i més tard va ser propietat de William Smith, rector de Melsonby (m. 1735).[23] Els dos exemplars es troben ara a la British Library de Londres.

#### França
- Rôle d'armes Bigot (París, Bibliothèque nationale, Fonds français no. 18648, f. 32–39), rotllo francès de 1254, conté 300 escuts.
- Armorial Wijnbergen, rotlle francès en dues parts, la primera de c. 1265–1270, la segona de c. 1270–1285, conté 1.312 escuts pintats. Durant molt temps es va conservar a la Royal Dutch Association of Genealogy & Heraldry, però va ser retornat i actualment se'n desconeixen els propietaris.
- Rôle d'armes Chifflet-Prinet (Besançon, Bibliothèque Municipale, Collection Chifflet, MS 186, p. 145–154), rotllo francès de c. 1285–1298, conté 147 escuts amb blasons.
- Armorial du Hérault Vermandois (París, Bibliothèque nationale, MS. français 2249, còpia del segle xv), rotllo francès de c. 1285–1300, conté 1.076 blasons.
- Armorial Le Breton, rotllo de c. 1292, conté 580 escuts (230 dels quals no són identificats), amb 144 escuts afegits al segle xv, i altres 15 afegits c. 1530.
- Armorial Bellenville (París, Bibliothèque nationale, Fr. 5230), armorial de Claes Heinen (1386), conté 1.738 escuts d'armes.
- Grand Armorial équestre de la Toison d'or, armorial dels membres de l'Orde del Toisó d'Or, realitzat entre 1429 i 1461, encarregat per un herald del Ducat de Borgonya.

#### Sacre imperi Romanogermànic
Les col·leccions més antigues d'escuts d'armes no es conserven en forma manuscrita, sinó en forma de frisos heràldics, pintats a parets o bigues de fusta, derivats de la pràctica anterior de penjar els escuts heràldics dels convidats a les parets en ocasions festives. Entre els frisos més antics conservats destaca el de la basílica de Valère, al Valais, datat l'any 1224.
- Clipearius Teutonicorum, de Conrad de Mure, d'entre 1260 i 1264, la més antiga col·lecció de blasons, amb descripcions llatines dels escuts, del Sacre Imperi Romanogermànic.[24]
- Armorial de Torí , de 1312), 119 escuts dels assistents a la coronació d'Enric VII.
- Codex Manesse, tot i que tècnicament no és un armorial, els escuts que acompanyen els retrats dels cantants són una font important per a l'heràldica de principis del segle xiv.
- Armorial de Zuric, de 1340, fet presumiblement al que ara és l'est de Suïssa (a prop de l'actual cantó de Sankt Gallen), ara es conserva al Museu Nacional Suís de Zuric.
- Armorial de Gelre, rotllo d'armes holandès de c. 1370–1414, conté uns 1.700 escuts d'armes; es conserva a la Biblioteca Reial de Bèlgica; va ser compilat per Claes Heinenzoon.
- Armorial de Beyeren, manuscrit holandès amb 1.096 escuts d'armes, acabats entre 1402 i 1405, descrits en neerlandès mitjà; actualment a la Biblioteca Nacional dels Països Baixos; va ser compilat per Claes Heinenzoon, compilador de l'Armorial de Gelre.
- Wappenbüchlein EE Zunft zu Pfisten a Luzern, de 1408, 5 folis amb 59 escuts gremials de Lucerna.
- Hyghalmen Roll, rotllo d'armes alemany d'entre 1447 i 1455, fet a Colònia; conservat al College of Arms de Londres.
- Armorial de Hans Ingeram , de 1459, 280 pàgines amb prop de 1.100 escuts.
- Wappenbuch der österreichischen Herzöge, d'entre 1445 i 1457, 50 folis amb uns 170 escuts.
- Wernigerode Armorial, rotllo d'armes bavarès d'entre 1486 i 1492, conté 524 pàgines, 477 de les quals estan il·lustrades amb entre un i trenta escuts d'armes (la majoria de les pàgines tenen quatre escuts cadascuna).
- Stemmario Trivulziano, rotllo milanès de la segona meitat del segle xv, conté aproximadament 2.000 escuts; conservat a la Biblioteca Trivulziana, a Milà. Atribuït a Gian Antonio da Tradate, estava en poder de Gian Giacomo Trivulzio, que va servir com a condottiero milanès entre 1465 i 1483. Blasona les armes ducals, així com les d'algunes famílies vinculades com els Brandolini, Savelli, Colonna, Orsini, Scaligeri, Este i Gonzaga. També s'inclouen les armes dels comerciants-banquers alemanys Fugger.
- Scheiblersches Wappenbuch, de c. 1450–1480, amb 624 escuts.
- Armorial de Conrad Grünenberg, de Constança, de 1483, amb uns 2.000 escuts.
- Armorial de Sankt Gallen, de 1466–1470, 338 pàgines amb uns 200 escuts.
- Armorial d'Eichstätt, de 1474–1478, 351 pàgines amb uns 2.000 escuts d'armes.
- Armorial palatí, de c. 1460, 200 folis amb 1.080 escuts.
- Heroldsbuch des Jülicher Hubertus-Ordens, de 1480, 130 folis amb uns 1.000 escuts.
- Armorial de Leipzig, de c. 1450, 96 folis amb 602 escuts.
- Armorial de Miltenberg, de finals del segle xv, 85 folis amb c. 1.700 escuts.
- Armorial de Berlín, de c. 1470, 254 pàgines amb c. 900 escuts.
- Armorial d'Innsbruck, de c. 1460, 157 folis amb 408 escuts.
- Armorial de Gerold Edlibach de Zuric, de la dècada de 1490.

#### Espanya
- Libro del conosçimiento de todos los rregnos, de c. 1385. Va més enllà de l'àmbit d'un mer armorial, ja que de fet és un diari de viatge fictici, que descriu la geografia del món conegut, identificant totes les terres, reis, senyors i els seus dispositius armorials. El propòsit principal del llibre segueix sent el d'un armorial, però modelat en el gènere del diari de viatge popularitzat per Marco Polo i John Mandeville.
- Armorial de la Cofradía de Santiago, armorial dels cavallers de l'orde de Sant Jaume de l'Espasa, actualitzat contínuament des de la fundació de l'orde el 1338 fins al segle xviii.

#### Portugal
- Livro pintado e dourado do Rroll dos Sygnaes e pendons dos cavalleyros portugueses que forom na Batalha do Çelado, del segle xiv, que es conservava a la biblioteca de Manuel de Castelo Branco, segón comte de Vila Nova de Portimão.[25]
- Livro do Guarda-ropa de El-Rei D. Manuel, del segle xv, del qual només se'n conserva una còpia posterior.[25]

#### Polònia
- Insignia seu clenodia Regis et Regni Poloniae (1454–1480), també coneguda com Joies Długosz, per ser escrita per l'historiador medieval Jan Długosz; l'original s'ha perdut, però es conserven set còpies manuscrites de finals del segle xv.[26]

### Edat Moderna
- Livro do Armeiro-Mor, armorial oficial portuguès de 1509, compilat per João do Cró, rei d'armes de Portugal. Inclou gairebé 400 escuts d'armes reals i imaginaris, inclosos els dels Nou Dignes, dels estats d'Europa, Àfrica i Àsia, dels electors del Sacre Imperi Romanogermànic, dels pars de França, dels membres de la família reial portuguesa i de les altres famílies nobles de Portugal.
- Livro da Nobreza a Perfeiçam das Armas, armorial oficial portuguès de c. 1521–1541, compilat per António Godinho, secretari del rei Joan III de Portugal. Segueix el model del Livro do Armeiro-Mor, essent la seva actualització, però ometent els capítols sobre els Nou Dignes, els electors de l'emperador i els pars de França.
- Wappenbüchlein, de Virgil Solis (1555), escuts de la noblesa del Sacre Imperi Romanogermànic.
- Fojnica Armorial rotllo d'armes balcànic del segle xvi o del segle xvii, conté 139 escuts d'armes.
- Korenić-Neorić Armorial, de 1595, però còpia d'un armorial una mica més antic, de c. 1590, Ohmućević Armorial. És un armorial il·lirianista dels Balcans; l'Armorial II de Belgrad n'és una còpia de principis del segle xvii.
- Siebmachers Wappenbuch, rotllo general d'armes del Sacre Imperi Romanogermànic, compilat per Johann Siebmacher cap al 1605.
- Thesouro da Nobreza, rotlle general portuguès, compilat per Francisco Coelho, rei d'armes de l'Índia, el 1675. Inclou les armes reals i imaginàries de les dotze tribus d'Israel, dels Nou Dignes, dels emperadors romanogermànics, dels pars de França, dels electors de l'Imperi, de la cavalleria i dels ordes regulars de Portugal, d'algunes ciutats del dominis d'ultramar de Portugal, de les ciutats i principals pobles de Portugal, dels reis i reines de Portugal, dels ducs i marquesos de Portugal, dels comtes de Portugal i de les famílies nobles portugueses.
- Armorial général de France, encarregat per Lluís XIV de França, obra de Charles René d'Hozier (1696), amb 125.807 escuts.
- Tractat d'Armoria, dels segle xvi al segle xvii, inacabat, obra de Jaume Ramon Vila, prevere de la catedral de Barcelona i heraldista. Quatre llibres amb escuts catalans, però també digressions històriques, per exemple relacionades amb el descobriment d'Amèrica, amb alguna informació diferent del corpus històric actual.
- Stemmatografia, llibre que conté diversos escuts d'Il·líria, amb les seves descripcions en vers, fetes per Pavao Ritter Vitezović, 1701.
- 1756. Rasgo héroico declaracion de las empressas, armas y blasones ... de España.[27]

### Edat contemporània
- 1858. Tratado completo de la ciencia del blason. Modest Costa i Turell.[28]
- Burke's General Armory, armorial general d'Anglaterra, Escòcia, Irlanda i Gal·les, que inclou un registre de escuts d'armes des de l'antiguitat fins a l'actualitat, de Sir Bernard Burke, Rei d'Armes de l'Ulster, publicat a Londres el 1884. Aquest armorial inclou una llista de tots els escuts d'armes coneguts mai utilitzats a les illes Britàniques.
- J. Siebmacher's großes Wappenbuch, continuació de Siebmachers moderns Wappenbuch, editat per Otto Titan v. Hefner, Heyer v. Rosenfeld, A.M. Hildebrandt, G. A. Seyler, M. Gritzner et al., 7 volums (1854–1967); vol. 1: escuts nacionals i banderes nacionals, armes episcopals, escuts professionals, armes universitàries; vol. 2–3: noblesa d'Alemanya i Prússia; vol. 4: noblesa d'Àustria-Hongria; vol. 5: escuts familiars burgesos (Alemanya i Suïssa); vol. 6: noblesa extinta del Sacre Imperi Romanogermànic; vol. 7: volum suplementari.
- Armorial Général, de Jean-Baptiste Rietstap, dos volums (1884, 1887), amb més de 100.000 escuts amb abast paneuropeu.
- Roll of Arms, del Comitè d'Heràldica de la Societat Històrica Genealògica de Nova Anglaterra, 1914.
- Малороссїйскїй гербовникъ, de 1914, armorial de la Petita Rússia: escuts familiars d'Ucraïna dins l'Imperi Rus.
- Nouvel armorial belge, ancien et moderne, précédé de l'art héraldique et ses diverses applications, de Georges Dansaert, publicat a Brussel·les per edicions J. Moorthamers, 1949.
- International Register of Arms, abans Burke's Peerage & Gentry International Register of Arms, llistat internacional d'armes a Internet, publicat periòdicament en forma de llibre (fins ara 3 volums).
- Armorial héraldique vivante , de l'Oficina genealògica i heràldica de Bèlgica, publicat per Le Parchemin, 2003.
- Armoiries de personnes physiques et d'association familiale en communauté française, de Jean-Paul Springael, editat per la direcció del Patrimoine culturel.
- Carnet Mondain, directori de l'alta societat belga o resident a Bèlgica.
- État présent de la noblesse belge, anuari genealògic de la noblesa belga.
- Public Register of Arms, Flags and Badges of Canada, armorial digital d'armes, banderes, divises i altres dispositius heràldics concedits per l'Autoritat heràldica del Canadà.